# به امید دیدار (فیلم ۱۳۴۷)
به امید دیدار فیلمی به کارگردانی منوچهر صادق پور و نویسندگی منوچهر کی مرام محصول سال ۱۳۴۷ است.

## خلاصه داستان
دکتر جوانی بدون توجه به والدینش با دختر مورد نظرش ازدواج می‌کند و با اینکه همسرش مایل نیست، از او صاحب فرزند می‌شود چون بیم آن دارد که همسرش نتواند از بچه نگهداری کند در بیمارستان فرزند خود را با فرزند مردهٔ زن دیگر عوض می‌کند…

## بازیگران
- فریده نصیری
- منوچهر صادق پور
- محمدتقی کهنمویی
- ایران قادری
- فرنگیس فروهر
- فریبا فروهر
- سارا
- محمدعلی بندانی